# Cathédrale de la Vierge-Marie-et-l'Archange-Raphaël
La cathédrale de la Vierge-Marie-et-l'Archange-Raphaël est un lieu de culte de l'église copte orthodoxe situé à Draveil, commune française de l’Essonne en région Île-de-France. 

## Histoire
L'édifice est construit comme une chapelle catholique pour l'institut médico-pédagogique Marie Auxiliatrice, à proximité du Groupe hospitalier les Cheminots.
La cathédrale est intégrée à un complexe qui accueille la résidence de l'évêque, les moines et des bâtiments qui permettent des rassemblements diocésains, comme des formations et retraites spirituelles. Anba Marc est évêque du diocèse copte orthodoxe de Paris et du nord de la France depuis le 25 novembre 2017.
Le 13 octobre 2019, le pape copte Théodore II, « pape d’Alexandrie et patriarche de la prédication de saint Marc » visite la cathédrale et consacre deux autels et les fonts baptismaux. A cette occasion, la statue de Marie située dans la niche centrale de la chapelle est remplacée par une icône du Christ en gloire.